# Creolo mauriziano
Il creolo mauriziano (nome nativo Morisyen, [moʁisjen]) è una lingua creola basata sul francese, da cui prende in prestito quasi tutto il lessico. Ha anche un gruppo ristretto di parole derivanti da diverse lingue, come l'inglese, il portoghese, il cinese e l'hindi.

## Uso
Il mauriziano risulta incomprensibile per i parlanti il creolo dell'isola Riunione, sebbene le due lingue abbiano origini simili. Ciò è dovuto al fatto che il mauriziano prende in prestito molte parole da lingue asiatiche, come l'hindi e il cinese, lingue sconosciute a Riunione. Inoltre, il creolo mauriziano si è sviluppato nei campi di canna da zucchero, dove gli abitanti non avevano alcun contatto con quelli di altri paesi.
Il creolo mauriziano (che non si deve chiamare solo "mauriziano") è capito dalla maggior parte della popolazione, sia in casa che nei luoghi pubblici. Eppure, non è riconosciuto come lingua ufficiale (non ce n'è alcuna nella Repubblica di Mauritius): l'inglese è riservato ai settori amministrativi e scolastico (per gli esami), il francese è parlato dalla classe media all'élite, anche sulla stampa.

## Status
Non è una lingua formalizzata e come tale non ha un dizionario ufficiale e completo, una grammatica completa e un sistema di scrittura; quest'ultimo è rimpiazzato dal sistema di scrittura francese, anche se è sempre più usato un sistema di scrittura basato sull'inglese. La popolarità del morisyen, sempre più crescente fra i mauriziani, è dovuta alla struttura grammaticale semplice, se comparata a quella francese. La grammatica è infatti di tipo isolante, contrariamente al francese, lingua flessiva.

Nel 2005 il professor Vinesh Hookoomsing dell'Université de Maurice pubblicò un rapporto sulla Grafi Larmoni, che mira ad armonizzare la scrittura del mauriziano. Esistono anche alcuni dizionari bilingui o monolingui, come il Philip Baker, il Ledikasyon pu travayer o l'Arnaud Carpooran.

## Fonologia
Il morisyen ha una pronuncia simile al francese (l'accento è sempre sull'ultima sillaba e vi è la presenza di vocali nasali) ma presenta anche alcune importanti differenze, come la scomparsa delle vocali [œ] [y] sostituite rispettivamente da [e] e [i].
Per esempio: la parola "mangiare" in morisyen è manzer [mãˈze], ha una pronuncia simile al francese manger, solo che il fonema [ʒ] è sostituito da [z] e si pone molta enfasi sulla nasale [ã].

## Alcuni esempi
Il Padre Nostro:
| Creolo mauriziano | Francese |
| --- | --- |
| Nou Papa ki dan le siel Fer rekonet ki to nom sin, Fer ki to regn vini, Fer to volonte akompli, Lor la terre koman dan le siel. Donn nou azordi di pin ki nou bizin. Pardonn-nou nou bann ofans, Koman nou osi pardonn le zot ki fin ofans nou. Pa less nou tom dan tentation Me tir-nu depi lemal. | Notre Père qui es aux cieux, Que ton Nom soit sanctifié, Que ton règne vienne, Que ta volonté soit faite Sur la terre comme au ciel. Donne-nous aujourd'hui notre pain de ce jour. Pardonne-nous nos offenses, Comme nous pardonnons aussi à ceux qui nous ont offensés. Et ne nous soumets pas à la tentation, Mais délivre-nous du mal. |

### Frasi quotidiane
- Come stai? - Ki manier?
- Sto bene. - Mo bien. / Korek.
- Ti bacio. - Mo embrass twa.
- Ti amo. - Mo kontan twa.
- Che fai? - Ki to pe fer?
- Hai mangiato? - To ti manzé?
- Domani piove. - Demain lapli pu tombé.
- Quanti anni hai? Ki l'az to ena?
- Fa freddo. - Pe fer fre.
- Come ti chiami? - Kouma to apelé?
- Vai a scuola? - To alé l'ekol?
- Ti piace questo vestito? - To kontan sa robe la?
- Sei sposato? - To marié?
- Dove vai? Kot to pe alé?
- Ti piace ballare? - To kontan danzé?

### Verbi
- Abitare e stare: Resté
- Andare: Alé
- Cantare: SanT
- Camminare: MarC
- Dire: Dir
- Dormire: Dormi
- Fare: Fer
- Mangiare: ManG
- Bere: Boir
- Correre: Galupé
- Giocare: Zué
- Danzare: Danzé
- Grattare: Graté
- Dare: DonE
- Chiudere: Fermé
- Parlare = Kozé
- Uscire = Sorti
- Uccidere = TouyE
- Fumare = Fumé
- Incontrare = Zouen
- Vedere = GueT
- Venire = Vini
- Piacere / Amare = contan
- Sposare = Marié
- Avere voglia di / Volere = Envi
- Volere = Ley

### Vocabolario
- Dove: Kot
- Quando: Kan
- Adesso: Aster
- Oggi: Zordi
- Persona: Dimoune
- Perché?: Ki fer?
- Occhiali: Linett
- Naso: Nenè
- Occhi: Lizie
- Bocca: Buss
- Lingua: Lalang
- Barba: Bob
- Orecchie: Zorei
- Capelli: Sevè
- Sopracciglia: Susi
- Denti: Ledon
- Mano: Me / Lame (la mano)
- Sedere: Derier
- Pene: Piumpium
- Vagina: Liki
- Schiena: Do
- Dolce: Du
- Amaro: Amea
- Mare: Lamea
- Spiaggia: Plaz / Laplaz (la spiaggia)
- Televisione: Televisio
- Cattivo: Mové
- Buono: Bon
- Piccolo: Tipci / Piti
- Grande: Grond
- Grosso: Gro
- Magro: Meg
- Giovane: Zen
- Vecchio: Vie
- Femmina: Tifi
- Maschio: Garçon
- Fidanzato: Fiansé
- Porta: Pot
- Giacca: Giachet
- Telecomando: Telecoman
- Stufa: Sofont
- Cellulare: Potab
- Torta: Gatò
- Animale: Zanimò
- Cane: Sien / Lisien (il cane)
- Gatto: Sat
- Scimmia: Zakow
- Cavallo: Sevall
- Pesce: Puasso
- Colla: Lacol
- Zaino / Borsa: Sac
- Aereo: Avio
- Vita: Vi / Lavi (la vita)
- Trucco: Machiaz
- Stereo: Stereò
- Divano: Sofà
- Fuoco: Gifè
- Cucina: Lacuzin
- Cugina: Cusin
- Cugino: Cuze
- Papà: Pa
- Mamma: Mama
- Zia: Mausì (zia materna) / Tiati (zia paterna)
- Zio: Mamu (zio materno) / Tiatia (zio paterno)
- Nonna: Nani (nonna materna) / Dadi (nonna paterna)
- Nonno: Nana (nonno materno) / Dada (nonno paterno)

## Grammatica

### Pronomi

#### Personali
| Creolo Mauriziano | Italiano |
| ----------------- | -------- |
| Mo                | Io       |
| To                | Tu       |
| Li                | Egli     |
| Nou               | Noi      |
| Ou / Zot          | Voi      |
| Bann-la / Zot     | Essi     |

| Creolo Mauriziano | Italiano |
| ----------------- | -------- |
| Mw / Mwa          | Mi       |
| Tw / Twa / Ou     | Ti       |
| Li                | Lo / La  |
| Nou               | Ci       |
| Zot               | Vi       |
| Bann-la / Zot     | Li o le  |

#### Possessivi
| Creolo Mauriziano                 | Italiano  |
| --------------------------------- | --------- |
| Pou mwa / Pu mw                   | Il mio    |
| Pou twa / Pu tw / Pu ou           | Il tuo    |
| Pou li / Pu li                    | Il suo    |
| Pou nou / Pu nou                  | Il nostro |
| Pou zot / Pu zot                  | Il nostro |
| Pou bann-la / Pu zot / Pu bann-la | Il loro   |

### Aggettivi possessivi
| Creolo Mauriziano | Italiano |
| ----------------- | -------- |
| Mo                | Mio      |
| To / Ou           | Tuo      |
| So                | Suo      |
| Nou               | Nostro   |
| Zot               | Vostro   |
| Zot               | Loro     |

### Gli avverbi e i pronomi interrogativi
| Creolo Mauriziano   | Italiano      |
| ------------------- | ------------- |
| Ki kote / Kotsa     | Dove          |
| Kouma               | Come          |
| Kiete               | Cosa          |
| Kisann-la           | Chi           |
| Kifer               | Perché        |
| Pu kisann-la        | Per chi       |
| Komie               | Quanto        |
| Kan                 | Quando        |
| Ki                  | Qual          |
| Depi kan            | Da quando     |
| Ziska kan           | Fino a quando |
| Depi ki kote/kotsa  | Da dove       |
| Ziska ki kote/kotsa | Fino a dove   |